# Del Andrews
Udell „Del“ Sylvester Andrews (* 5. Oktober 1894 in St. Louis, Missouri; † 27. Oktober 1942 in Tonopah, Nevada) war ein US-amerikanischer Filmregisseur und Drehbuchautor.

## Leben
Andrews war zunächst als Regisseur in der Filmwirtschaft Hollywoods tätig und inszenierte nach seinem Debütfilm, dem komödiantischen Kurzfilm The Better Role aus dem Jahr 1917, rund 40 Stummfilme bis 1929. Drei Mal war er auch als Filmeditor tätig, darunter für Aschermittwoch (1929).
Zu Beginn der 1920er Jahre nahm er darüber hinaus eine Tätigkeit als Drehbuchautor auf und verfasste neben Szenarien auch Zwischentitel für Stummfilme. Bei der Oscarverleihung im November 1930 war er neben George Abbott und Maxwell Anderson für den Oscar für das beste adaptierte Drehbuch für Im Westen nichts Neues (1930) nach dem gleichnamigen Antikriegsroman von Erich Maria Remarque nominiert.

## Filmografie (Auswahl)
- 1921: Lügende Lippen (Lying Lips) (Schnitt)
- 1925: Zu Hilfe, Fred! (The Wild Bull's Lair) (Regie)
- 1928: Der Friedensrichter von Jacksonville (The Rawhide Kid) (Regie)
- 1929: Aschermittwoch (Betrayal) (Schnitt)
- 1930: Im Westen Nichts Neues (All Quit on the Western Front) (Drehbuch)
- 1930: Galgenvögel (Hell's Heroes) (Schnitt)
- 1933: Vier Schwestern (Little Women) (Produktions-Assistent)